# 13.ª edición de los Premios Óscar
La 13.ª edición de los Premios Óscar se celebró el 27 de febrero de 1941 en el Biltmore Hotel de Los Ángeles, California, y fue conducida por Bob Hope.
Este fue el primer año en el que se usaron sobres sellados para mantener en secreto el nombre de los ganadores, lo que originó una de las frases más famosas de los premios: «¿Podrían darme el sobre, por favor?». La firma de contabilidad Price Waterhouse fue contratada para contar las papeletas, tras el fiasco que supuso el filtrado de los resultados de la votación en 1939 por parte del periódico Los Angeles Times.
Por primera vez, el premio al mejor guion fue separado en dos categorías diferenciadas: Mejor guion original y mejor guion.
El productor independiente David O. Selznick, quien había producido la gran ganadora del año anterior Lo que el viento se llevó (1939), también produjo la ganadora del premio a la mejor película en 1940, Rebecca (haciendo una dura campaña por su victoria). Selznick fue el primer productor en ganar dos premios consecutivos a la mejor película. Aunque Rebecca obtuvo 11 nominaciones, solo ganó el premio a la mejor película y el premio a la mejor fotografía (Blanco y negro), siendo la última vez que una película ganó el premio a la mejor película sin conseguir ganar el premio a la dirección, algún premio interpretativo o el premio al guion.
Rebecca fue la primera película americana dirigida por Alfred Hitchcock, y es la única que consiguió ganar el premio a la mejor película. Hitchcock tenía dos películas nominadas como mejor película, siendo la otra Foreign Correspondent. Otros dos directores tenían también dos películas finalistas ese año: Sam Wood (Our Town y Espejismo de amor) y John Ford (The Long Voyage Home y The Grapes of Wrath, que ganó el premio al mejor director).
Pinocho fue la primera película animada que consiguió ganar premios competitivos, consiguiéndolos en las categorías de Mejor banda sonora y Mejor canción, comenzando así una larga tradición de victorias de películas animadas en esas categorías.
El ladrón de Bagdad recibió el mayor número de premios, tres, siendo la primera película no nominada en la categoría de mejor película que consigue el mayor número de premios en una edición.

## Ganadores y nominados

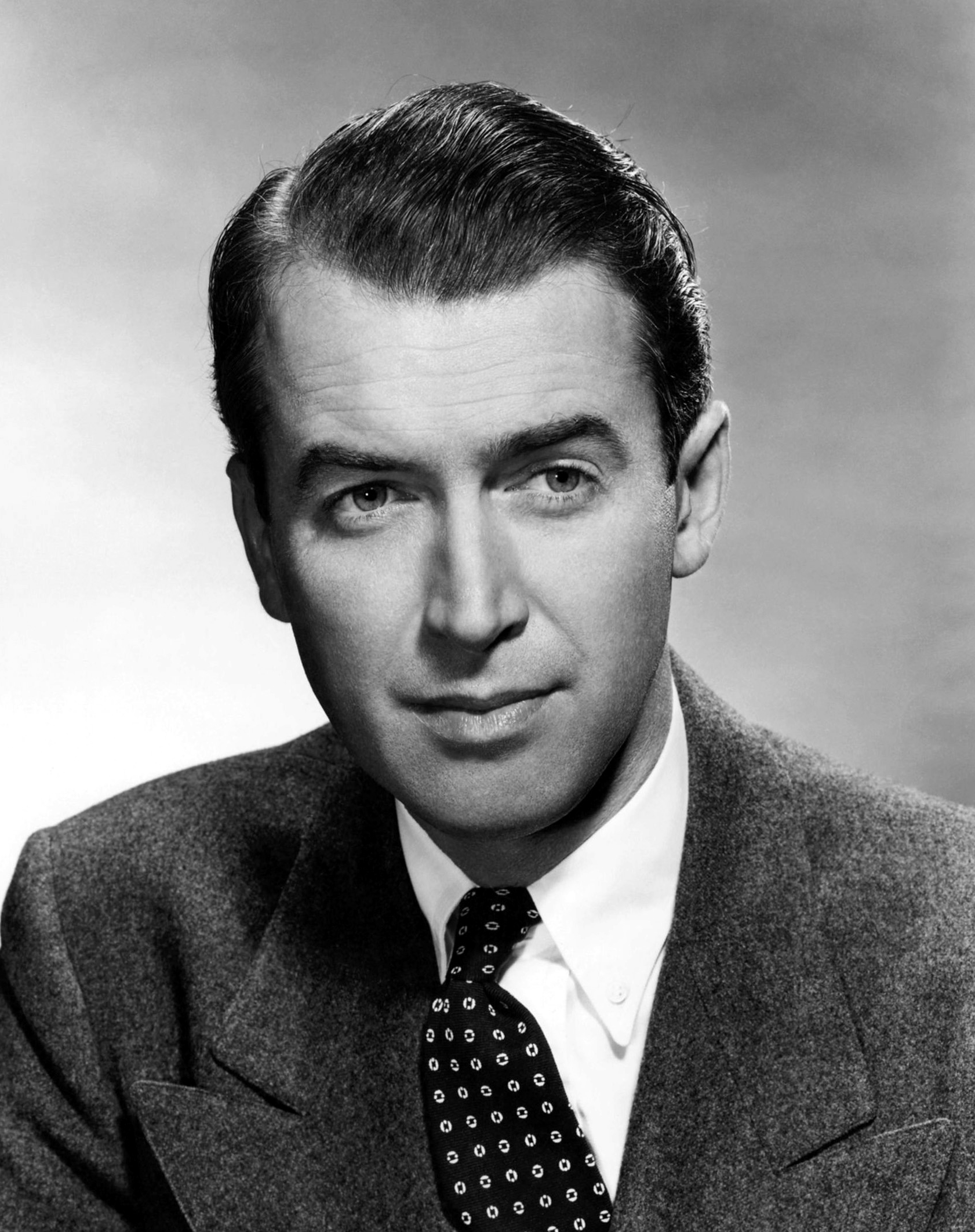
James Stewart fue el ganador del Óscar al mejor actor por The Philadelphia Story.

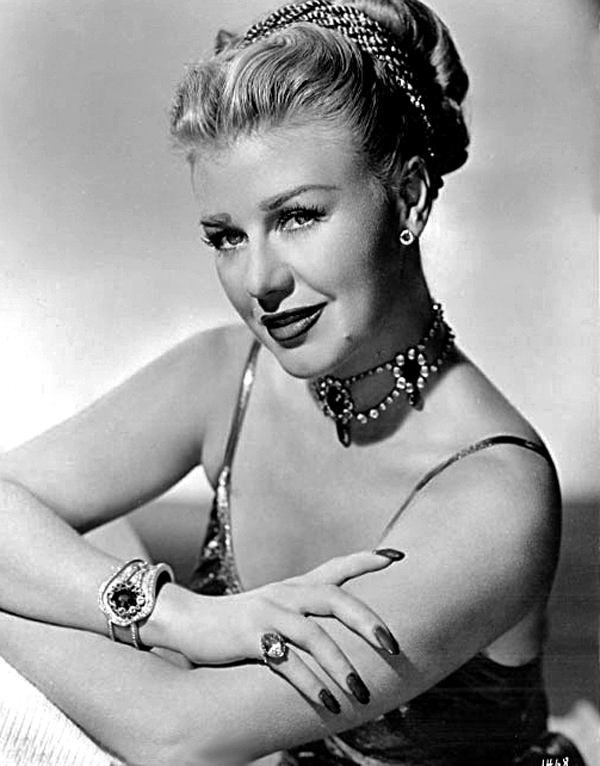
Ginger Rogers fue la ganadora del Óscar a la mejor actriz por Kitty Foyle.

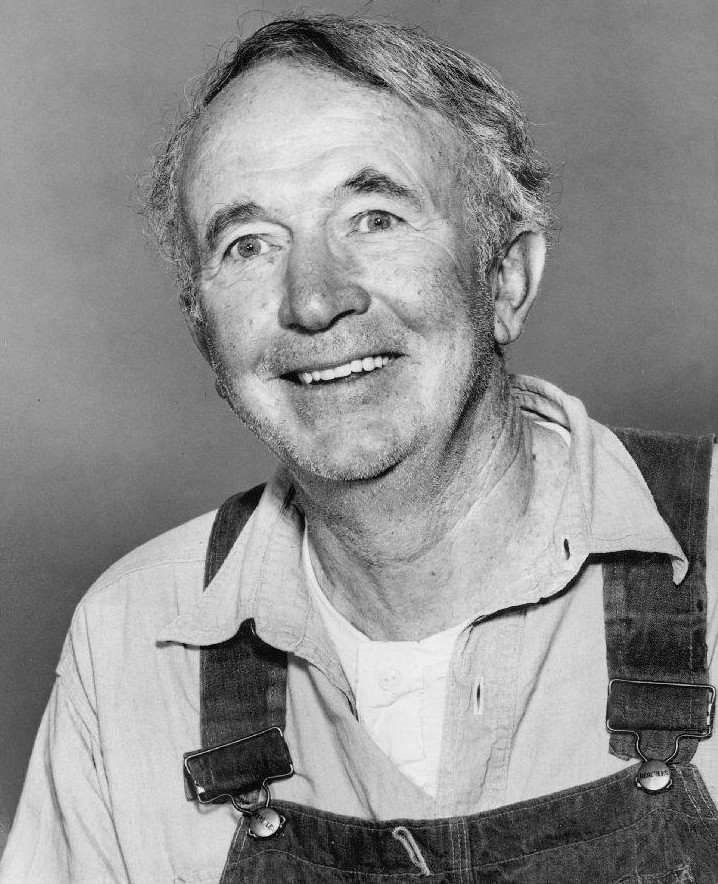
Walter Brennan fue el ganador del Óscar al mejor actor de reparto por The Westerner.

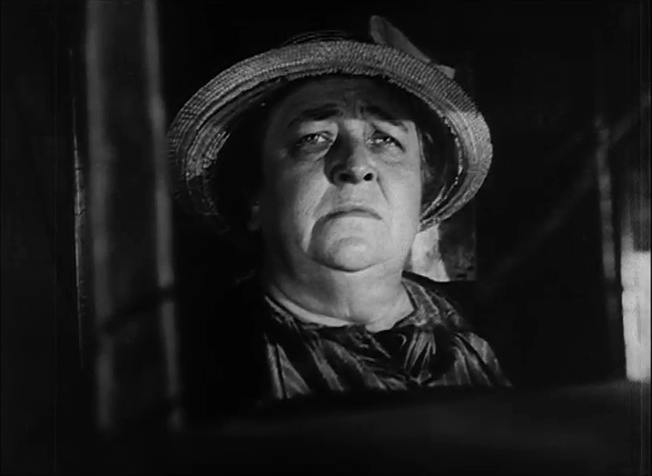
Jane Darwell fue la ganadora del Óscar a la mejor actriz de reparto por The Grapes of Wrath.

1. Los ganadores están listados primero y destacados en negritas. ⭐
2. El título o títulos en español se encuentra entre paréntesis.

| Producción sobresaliente - Rebecca — Selznick International y United Artists ⭐ - All This, and Heaven Too (El cielo y tú) — Warner Bros. - Foreign Correspondent (Corresponsal extranjero / Enviado especial) — Walter Wanger Productions y United Artists - The Grapes of Wrath (Viñas de ira / Las uvas de la ira) — 20th Century Fox - The Great Dictator (El gran dictador) — Charlie Chaplin Productions y United Artists - Kitty Foyle (Espejismo de amor) — RKO Radio - The Letter (La carta trágica / La carta) — Hal B. Wallis para Warner Bros. - The Long Voyage Home (Hombres del mar / Hombres intrépidos) — Argosy Films, Walter Wanger Productions y United Artists - Our Town (Nuestro pueblo / Sinfonía de la vida) — Sol Lesser Productions y United Artists - The Philadelphia Story (Pecadora equivocada / Historias de Filadelfia) — Metro-Goldwyn-Mayer | Mejor dirección - John Ford - The Grapes of Wrath (Viñas de ira / Las uvas de la ira) ⭐ - George Cukor – The Philadelphia Story (Pecadora equivocada / Historias de Filadelfia) - Alfred Hitchcock – Rebecca - Sam Wood – Kitty Foyle (Espejismo de amor) - William Wyler – The Letter (La carta trágica / La carta) |
| Mejor actor - James Stewart – The Philadelphia Story (Pecadora equivocada / Historias de Filadelfia), como Macaulay "Mike" Connor ⭐ - Charles Chaplin – The Great Dictator (El gran dictador), como El Barbero/Adenoid Hynkel - Henry Fonda – The Grapes of Wrath (Viñas de ira / Las uvas de la ira), como Tom Joad - Raymond Massey – Abe Lincoln in Illinois (El libertador / Lincoln en Illinois), como Abraham Lincoln - Laurence Olivier – Rebecca, como Maximilian de Winter | Mejor actriz Presentado por Lynn Fontanne - Ginger Rogers – Kitty Foyle (Espejismo de amor), como Kitty Foyle ⭐ - Bette Davis – The Letter (La carta trágica / La carta), como Leslie Crosbie - Joan Fontaine – Rebecca, como la segunda Señora de Winter - Katharine Hepburn – The Philadelphia Story (Pecadora equivocada / Historias de Filadelfia), como Tracy Samantha Lord - Martha Scott – Our Town (Nuestro pueblo / Sinfonía de la vida), como Emily Webb |
| Mejor actor de reparto - Walter Brennan – The Westerner (El caballero del desierto / El forastero), como el Juez Roy Bean ⭐ - Albert Bassermann – Foreign Correspondent (Corresponsal extranjero / Enviado especial), como Van Meer - William Gargan – They Knew What They Wanted (Sabían lo que querían / La mujer del otro), como Joe - Jack Oakie – The Great Dictator (El gran dictador), como Benzino Napaloni - James Stephenson – The Letter (La carta trágica / La carta), como Howard Joyce | Mejor actriz de reparto Presentado por Lynn Fontanne y Walter Wanger - Jane Darwell – The Grapes of Wrath (Viñas de ira / Las uvas de la ira), como Ma Joad ⭐ - Judith Anderson – Rebecca, como la Sra. Danvers - Ruth Hussey – The Philadelphia Story (Pecadora equivocada / Historias de Filadelfia), como Elizabeth Imbrie - Barbara O'Neil – All This, and Heaven Too (El cielo y tú), como Francoise "Fanny" Sebastiani de-Praslin - Marjorie Rambeau – Primrose Path (Una nueva primavera / Pecadora sin manchas), como Mamie Adams |
| Mejor argumento - Arise, My Love (Adelante, mi amor / Levántate mi amor) – Benjamin Glazer y John S. Toldy ⭐ - Comrade X (Camarada X) – Walter Reisch - Edison, the Man (Edison, el hombre) – Hugo Butler y Dore Schary - My Favorite Wife (Mi esposa favorita / Mi mujer favorita) – Leo McCarey, Bella Spewack y Samuel Spewack - The Westerner (El caballero del desierto / El forastero) – Stuart N. Lake | Mejor guion original - The Great McGinty (Así paga el diablo / El gran McGinty) – Preston Sturges ⭐ - Angels Over Broadway (Antes que me muera / Ángeles sobre Broadway) – Ben Hecht - Dr. Ehrlich's Magic Bullet (El quinto jinete del apocalipsis / La bala mágica) – Norman Burnside, Heinz Herald y John Huston - Foreign Correspondent (Corresponsal extranjero / Enviado especial) – Charles Bennett y Joan Harrison - The Great Dictator (El gran dictador)– Charles Chaplin |
| Mejor guion - The Philadelphia Story (Pecadora equivocada / Historias de Filadelfia) – Donald Ogden Stewart; basado en la obra del mismo nombre de Philip Barry ⭐ - The Grapes of Wrath (Viñas de ira / Las uvas de la ira) – Nunnally Johnson; basado en la novela de John Steinbeck - Kitty Foyle (Espejismo de amor) – Dalton Trumbo; a partir de la novela Kitty Foyle de Christopher Morley - The Long Voyage Home (Hombres del mar / Hombres intrépidos) – Dudley Nichols; basado en la novelas The Moon of the Caribees, In the Zone, Bound East for Cardiff y The Long Voyage Home de Eugene O'Neill - Rebecca – Robert Emmet Sherwood y Joan Harrison; a partir de la novela homónima de Daphne du Maurier | Mejor cortometraje animado - The Milky Way – MGM ⭐ - Puss Gets the Boot – MGM - A Wild Hare – Leon Schlesinger y Warner Bros. |
| Mejor cortometraje - Un rollo - Quicker'n a Wink – Pete Smith y MGM ⭐ - London Can Take It! – Pete Smith y Warner Bros. - More About Nostradamus – MGM - Siege – RKO Radio | Mejor cortometraje - Dos rollos - Teddy, the Rough Rider – Warner Bros. ⭐ - Eyes of the Navy – MGM - Service with the Colors – Warner Bros. |
| Mejor banda sonora original - Pinocchio (Pinocho) – Leigh Harline, Paul J. Smith y Ned Washington ⭐ - Arizona – Victor Young - Dark Command (Mando siniestro / El mandamiento oscuro) – Victor Young - The Fight for Life – Louis Gruenberg - The Great Dictator (El gran dictador) – Charles Chaplin y Meredith Wilson - The House of the Seven Gables (La casa maldita / Siete torres) – Frank Skinner - The Howards of Virginia (Pasión de libertad) – Richard Hageman - The Letter (La carta trágica / La carta) – Max Steiner - The Long Voyage Home (Hombres del mar / Hombres intrépidos) – Richard Hageman - The Mask of Zorro (La marca del Zorro / El signo del Zorro) – Alfred Newman - My Favorite Wife (Mi esposa favorita / Mi mujer favorita) – Roy Webb - Policía montada del Canadá – Victor Young - One Million B.C. (Hace un millón de años / El despertar del mundo) – Werner Heymann - Our Town (Nuestro pueblo / Sinfonía de la vida) – Aaron Copland - Rebecca – Franz Waxman - The Thief of Bagdad (El ladrón de Bagdad) – Miklós Rózsa - Waterloo Bridge (El puente de Waterloo) – Herbert Stothart | Mejor orquestación - Tin Pan Alley (Dímelo cantando) – Alfred Newman ⭐ - Arise, My Love (Adelante, mi amor / Levántate mi amor) – Victor Young - Hit Parade of 1941 (El desfile triunfal 1941 / Televisión) – Cy Feuer - Irene – Anthony Collins - Our Town (Nuestro pueblo / Sinfonía de la vida) – Aaron Copland - The Sea Hawk (El halcón de los mares / El halcón del mar) – Erich Wolfgang Korngold - Second Chorus (Amor de mi vida / Al fin solos) – Artie Shaw - Spring Parade (Desfile de primavera / Parada de primavera) – Charles Previn - Strike Up the Band (Armonías de juventud) – Georgie Stoll y Roger Edens |
| Mejor canción original - «When You Wish Upon a Star» de Pinocchio (Pinocho) – Música: Leigh Harline; Letra: Ned Washington ⭐ - «Down Argentine Way» de Down Argentine Way (Serenata argentina / Serenata tropical) – Música: Harry Warren; Letra: Mack Gordon - «I'd Know You Anywhere» de You'll Find Out (El rey del pánico / El castillo de los misterios) – Música: Jimmy McHugh; Letra: Johnny Mercer - «It's a Blue World» de Music in My Heart (Tú o nadie) – Letra y música: Chet Forrest y Bob Wright - «Love of My Life» de Second Chorus (Amor de mi vida / Al fin solos) – Música: Artie Shaw; Letra: Johnny Mercer - «Only Forever» de Rythm on the River (Los bohemios del barrio) – Música: James V. Monaco; Letra: Johnny Burke - «Our Love Affair» de Strike Up the Band (Armonías de juventud) – Letra y música: Roger Edens y Georgie Stoll - «Waltzing in The Clouds» de Spring Parade (Desfile de primavera / Parada de primavera) – Música: Robert Stolz; Letra: Gus Kahn - «Who Am I?» de 'Hit Parade of 1941 (El desfile triunfal 1941 / Televisión) – Música: Jule Styne; Letra: Walter Bullock     | Mejor sonido - Strike Up the Band (Armonías de juventud) – Douglas Shearer ⭐ - Behind The News (Los que están cerca de la muerte) – Charles Lootens - Captain Caution (El capitán cautela) – Elmer Raguse - The Grapes of Wrath (Viñas de ira / Las uvas de la ira) – E. H. Hansen - The Howards of Virginia (Pasión de libertad) – Jack Whitney - Kitty Foyle (Espejismo de amor) – John Aalberg - North West Mounted Police (Polícia montada del Canadá / Los siete jinetes de la victoria) – Loren L. Ryder - Our Town (Nuestro pueblo / Sinfonía de la vida) – Thomas T. Moulton - The Sea Hawk (El halcón de los mares / El halcón del mar) – Nathan Levinson - Spring Parade (Desfile de primavera / Parada de primavera) – Bernard B. Brown - Too Many Husbands (Demasiados maridos) – John P. Livadary |
| Mejor fotografía - Blanco y negro - Rebecca – George Barnes ⭐ - Abe Lincoln in Illinois (El libertador / Lincoln en Illinois) – James Wong Howe - All This, and Heaven Too (El cielo y tú) – Ernest Haller - Arise, My Love (Adelante, mi amor / Levántate mi amor) – Charles B. Lang Jr. - Boom Town (Fruto dorado) – Harold Rosson - Foreign Correspondent (Corresponsal extranjero / Enviado especial) – Rudolph Maté - The Letter (La carta trágica / La carta) – Gaetano Gaudio - The Long Voyage Home (Hombres del mar / Hombres intrépidos) – Gregg Toland - Spring Parade (Desfile de primavera / Parada de primavera) – Joseph Valentine - Waterloo Bridge (El puente de Waterloo) – Joseph Ruttennberg | Mejor fotografía - Color - The Thief of Bagdad (El ladrón de Bagdad) – Georges Périnal⭐ - Bitter Sweet (Amarga dulzura) – Oliver T. Marsh y Allen Davey - The Blue Bird (El pájaro azul) – Arthur Miller y Ray Rennahan - Down Argentine Way (Serenata argentina / Serenata tropical) – Leon Shamroy y Ray Rennahan - North West Mounted Police (Polícia montada del Canadá / Los siete jinetes de la victoria) – Victor Milner y W. Howard Greene - Northwest Passage (Hacia otros mundos / Paso al noroeste) – Sidney Wagner y William V. Skall |
| Mejor dirección de arte - Blanco y negro - Pride & Prejudice (Más fuerte que el orgullo / Orgullo y Prejuicio) – Cedric Gibbons y Paul Groesse ⭐ - Arise, My Love (Adelante, mi amor / Levántate mi amor) – Hans Dreier y Robert Usher - Arizona – Lionel Banks y Robert Peterson - The Boys from Syracuse (Muchachos de Siracusa / Los griegos eran así) – John Otterson - Dark Command (Mando siniestro / El mandamiento oscuro) – John Victor Mackay - Foreign Correspondent (Corresponsal extranjero / Enviado especial) – Alexander Golitzen - Lillian Russell (Lilian Russell, la venus de oro) – Richard Day y Joseph C. Wright - My Favorite Wife (Mi esposa favorita / Mi mujer favorita) – Van Nest Polglase y Mark-Lee Kirk - My Son, My Son! (Hijo mío, hijo mío) – John DuCasse Schulze - Our Town (Nuestro pueblo / Sinfonía de la vida) – Lewis J. Rachmil - Rebecca – Lyle Wheeler - The Sea Hawk (El halcón de los mares / El halcón del mar) – Anton Grot - The Westerner (El caballero del desierto / El forastero) – James Basevi                                                                        | Mejor dirección de arte - Color - The Thief of Bagdad (El ladrón de Bagdad) – Vincent Korda ⭐ - Bitter Sweet (Amarga dulzura) – Cedric Gibbons y John S. Detlie - Down Argentine Way (Serenata argentina / Serenata tropical) – Richard Day y Joseph C. Wright - North West Mounted Police (Polícia montada del Canadá / Los siete jinetes de la victoria) – Hans Dreier y Roland Anderson |
| Mejor montaje - North West Mounted Police (Polícia montada del Canadá / Los siete jinetes de la victoria) – Anne Bauchens ⭐ - The Grapes of Wrath (Viñas de ira / Las uvas de la ira) – Robert E. Simpson - The Letter (La carta trágica / La carta) – Warren Low - The Long Voyage Home (Hombres del mar / Hombres intrépidos)– Sherman Todd - Rebecca – Hal C. Kern | Mejores efectos especiales - The Thief of Bagdad (El ladrón de Bagdad) – Lawrence Butler y Jack Whitney ⭐ - The Blue Bird (El pájaro azul) – Fred Sersen y E. H. Hansen - Boom Town (Fruto dorado) - A. Arnold Gillespie y Douglas Shearer - The Boys from Syracuse (Muchachos de Siracusa / Los griegos eran así) – John P. Fulton, Bernard B. Brown y Joseph Lapis - Dr. Cyclops (El doctor cíclope / El ogro de la selva) – Farciot Edouart, Gordon Jennings y Loren L. Ryder - Foreign Correspondent (Corresponsal extranjero / Enviado especial) – Paul Eagler y Thomas T. Moulton - The Invisible Man Returns (Vuelve el hombre invisible / El hombre invisible vuelve) – John P. Fulton, Bernard B. Brown y William Hedgecock - The Long Voyage Home (Hombres del mar / Hombres intrépidos) – R. T. Layton, R. O. Binger y Thomas T. Moulton - One Million B.C. (Hace un millón de años / El despertar del mundo) – Roy Seawright y Elmer Raguse - Rebecca – Jack Cosgrove Arthur Johns - The Sea Hawk (El halcón de los mares / El halcón del mar) – Byron Haskin y Nathan Levinson - Swiss Family Robinson (El pequeño Robinson / La familia Robinson) – Vernon L. Walker y John O. Aalberg - Typhoon (Amor desnudo / Tifón) – Farciot Edouart, Gordon Jennings y Loren L. Ryder - Women in War (Mujeres en la guerra) – Howard J. Lydecker, William Bradford, Ellis J. Thackeray y Herbert Norsch |

### Óscar honorífico
- Bob Hope, por los servicios prestados a la industria cinematográfica.
- Coronel Nathan Levinson, por la producción de películas de entretenimiento militar.

## Premios y nominaciones múltiples
| Película                                                                                  | Nominaciones | Premios |
| ----------------------------------------------------------------------------------------- | ------------ | ------- |
| The Thief of Bagdad (El ladrón de Bagdad)                                                 | 4            | 3       |
| Rebecca                                                                                   | 11           | 2       |
| The Grapes of Wrath (Viñas de ira / Las uvas de la ira)                                   | 7            | 2       |
| The Philadelphia Story (Pecadora equivocada / Historias de Filadelfia)                    | 6            | 2       |
| Pinocchio (Pinocho)                                                                       | 2            | 2       |
| Kitty Foyle (Espejismo de amor)                                                           | 5            | 1       |
| North West Mounted Police (Polícia montada del Canadá / Los siete jinetes de la victoria) | 5            | 1       |
| Arise, My Love (Adelante, mi amor / Levántate mi amor)                                    | 4            | 1       |
| Strike Up the Band (Armonías de juventud)                                                 | 3            | 1       |
| The Westerner (El caballero del desierto / El forastero)                                  | 3            | 1       |
| The Great McGinty (Así paga el diablo / El gran McGinty)                                  | 1            | 1       |
| Pride & Prejudice (Más fuerte que el orgullo / Orgullo y Prejuicio)                       | 1            | 1       |
| Tin Pan Alley (Dímelo cantando)                                                           | 1            | 1       |
| The Letter (La carta trágica / La carta)                                                  | 7            | 0       |
| Foreign Correspondent (Corresponsal extranjero / Enviado especial)                        | 6            | 0       |
| The Long Voyage Home (Hombres del mar / Hombres intrépidos)                               | 6            | 0       |
| Our Town (Nuestro pueblo / Sinfonía de la vida)                                           | 6            | 0       |
| The Great Dictator (El gran dictador)                                                     | 5            | 0       |
| The Sea Hawk (El halcón de los mares / El halcón del mar)                                 | 4            | 0       |
| Spring Parade (Desfile de primavera / Princesita)                                         | 4            | 0       |
| All This, and Heaven Too (El cielo y tú)                                                  | 3            | 0       |
| Down Argentine Way (Serenata argentina / Serenata tropical)                               | 3            | 0       |
| My Favorite Wife (Mi esposa favorita / Mi mujer favorita)                                 | 3            | 0       |
| Abe Lincoln in Illinois (El libertador / Lincoln en Illinois)                             | 2            | 0       |
| Arizona                                                                                   | 2            | 0       |
| Bitter Sweet (Amarga dulzura)                                                             | 2            | 0       |
| The Blue Bird (El pájaro azul)                                                            | 2            | 0       |
| Boom Town (Fruto dorado)                                                                  | 2            | 0       |
| The Boys from Syracuse (Muchachos de Siracusa / Los griegos eran así)                     | 2            | 0       |
| Dark Command (Mando siniestro / El mandamiento oscuro)                                    | 2            | 0       |
| Hit Parade of 1941 (El desfile triunfal 1941 / Televisión)                                | 2            | 0       |
| The Howards of Virginia (Pasión de libertad)                                              | 2            | 0       |
| One Million B.C. (Hace un millón de años / El despertar del mundo)                        | 2            | 0       |
| Second Chorus (Amor de mi vida / Al fin solos)                                            | 2            | 0       |
| Waterloo Bridge (El puente de Waterloo)                                                   | 2            | 0       |